# محسن بن جعفر أبو نمي
محسن بن جعفر أبو نمي (1306 - 1379 هـ) قاضي وفقيه وشيخ رباط بن سلم والمعهد الديني بغيل باوزير، وصاحب أكبر مكتبة خاصة بحضرموت حيث ألّف مصنفات كثيرة تزيد على مئة كتاب في مختلف العلوم. تخرج به العديد من طلبة العلم وممن تولوا وظيفة القضاء في بلاد حضرموت تحت ظل حكم السلطنة القعيطية على الساحل الحضرمي.

## آل أبي نمي
(بضم النون وفتح الميم وتشديد الياء تصغير نامي) هم سلالة أبو نُمَيّ بن علي بن عمر فدعق المندرج بن عبد الله وطب بن محمد المنفر بن عبد الله بن محمد بن عبد الله باعلوي، وهناك فرع آخر لآل أبي نمي من عقب عبدالله بن شيخ بن علي بن عبد الله وطب، ويظهر أنه كانت ثمة مصاهرة بينهم وبين الفرع الأول، فكان لقب آل أبي نمي لأمهم فعرفوا بـ«أبو نمي»، وهم أولاد عم الفرع الأول فكلاهما يرجعان لعبد الله وطب. وفي أشراف مكة الحسنيين هذا اللقب نسل الشريف محمد أبو نمي، فيحتمل أن يكون هناك اتصال بين هذه القبائل فكان من أسبابه التسمية أو التكنية هذه تبركًا أو تذكرًا لما عرف واشتهر من الترابط بين أشراف الحجاز وبين بني علوي.

## نسبه
محسن بن جعفر بن علوي بن حسين بن عمر بن أحمد بن علوي بن أحمد بن شيخ بن أبي بكر بن علي بن عمر فدعق بن عبد الله وطب بن محمد المنفر بن عبد الله بن محمد بن عبد الله باعلوي بن علوي الغيور بن الفقيه المقدم محمد بن علي بن محمد صاحب مرباط بن علي خالع قسم بن علوي بن محمد بن علوي بن عبيد الله بن أحمد المهاجر بن عيسى بن محمد النقيب بن علي العريضي بن جعفر الصادق بن محمد الباقر بن علي زين العابدين بن الحسين السبط بن الإمام علي بن أبي طالب، والإمام علي زوج فاطمة بنت محمد ﷺ.
فهو الحفيد 34 لرسول الله محمد ﷺ في سلسلة نسبه.

## مولده ونشأته
ولد في مدينة غيل باوزير بحضرموت ليلة الخميس الثاني عشر من شهر ربيع الأول قيل سنة 1306 هـ الموافقة لسنة 1887 م ويرجح أنه ولد قبل 1300 هـ لما يتناسب مع عمر أكبر أولاده. ونشأ بها في طاعة وقربة، وأدب وخلق، وتردد على عدد من كتاتيب الغيل لتلقي قراءة القرآن، وتعلم كتابة الخط. ولما قدم الشيخ محمد بن عمر بن سلم العقيلي، يعود في نسبه لعقيل بن أبي طالب، إلى غيل باوزير وأسس معهده سنة 1320 هـ كان من أوائل الملتحقين به، وكان سنّه حينذاك أربع عشرة سنة، ولازمه ملازمة تامة، وبه تخرج، وأخذ عنه علوما جمة.
شكل قدوم الشيخ محمد بن عمر بن عوض بن بكران بن سلم (المتوفى سنة 1329 هـ) إلى مدينة الغيل أول منعطف نوعي في حياته، حيث أثمرت العلاقة العلمية التي ربطت الفتى بأستاذه الشيخ تباشير النبوغ المبكر، حيث شرع التلميذ ذو السبعة عشر ربيعا في تأليف رسائل في العلوم التي كان يدرسها على يد شيخه، وكانت فاتحة تلك الرسائل «الغصن المورق في شرح السلم المتورق في علم المنطق» التي فرغ من تأليفها عام 1322 هـ، وفرغ بعد ذلك من تأليف «مطلع المريد إلى نظم جوهرة التوحيد» في ربيع أول سنة 1328 هـ. وفي نفس العام شرع في تسطير إعراب كلمة التوحيد بعنوان «الشرق والسيادة في إعراب كلمة الشهادة».

## شيوخه
وهنا نعدد بعض الأعلام الذين درس عندهم:
| - والده جعفر بن علوي أبو نمي - محمد بن عمر بن سلم | - أبو بكر بن عبد الرحمن بن شهاب الدين - عبد الرحمن بن أحمد باشيخ - أحمد بن حسن العطاس | - عبد الله بن عمر الشاطري - محمد علي بن حسين المالكي - عمر بن حمدان المحرسي | - حسن بن محمد المشاط - عبد الرحمن بن عبيد الله السقاف |

## تلاميذه
أخذ عنه الكثير من طلبة العلم النجباء، ومن جملتهم تلك الدفع التي تخصصت لدراسة أحكام القضاء وآدابه ليباشروا تولي القضاء وفصل المنازعات بين الناس، والذين بلغ عددهم ثمانية عشر قاضيا، ومن تلاميذه:
| - عبد الله بن محفوظ الحداد - محمد رشاد بن أحمد البيتي - علي بن محمد مديحج - حسين بن محمد مديحج | - سعيد بن محمد برعية - أحمد عبد الله بن سلوم - عبد الله بن علي بامخرمة - محمد بن سالم الحدادي | - عبد القادر بن محمد العماري - محمد بن عوض بن طاهر باوزير - محفوظ بن سعيد المصلي - سعيد بن عوض باوزير | - سعيد بن عبد الصمد باوزير - عبد الله سالم باوزير - عبد الله بن أحمد الناخبي - سعيد بن علي بامخرمة |

وغيرهم أعداد لا تحصر من طلبة العلم الشرعي ممن تولى تدريسهم في رباط ابن سلم العلمي وغيرهم من صروح العلم المعروفة.

## مناصبه
شغل أبو نمي منصب قاضي مدينة غيل باوزير في شعبان 1334 هـ حتى عام 1344 هـ، وانتقل بعد ذلك إلى المكلا حاضرة السلطنة القعيطية، وعمل فيها قاضيا حتى نهاية عام 1350 هـ، حيث كان حجّه إلى بيت الله الحرام في هذه السنة، ثم عاد إلى رباط الغيل في مطلع العام 1351 هـ للعمل مدرسًا فيه. وحدثت طفرة نوعية بعد ذلك في مشواره في العام 1353 هـ، ذلك أنه انتقل إلى المكلا بعد تعينه عضوا في مجلس القضاء الشرعي، المؤلف منه، ومن الشيخ عبد الله بن عوض بكير، والشيخ عوض بن سالم بلقدي. ثم عاد إلى الغيل وعمل بها قاضيا أوائل العام 1356 هـ، وانتقل في العام نفسه إلى المكلا للتدريس العام في مسجد السلطان عمر.
وخلال العام 1357 هـ عاد أبو نمي إلى الغيل رئيسا للتعليم في الرباط، وبعد افتتاح المعهد الديني بالغيل انتقل للعمل فيه مدرسًا ومديرًا للرباط، وفي العام 1374 هـ عمل مديرًا للمعهد الديني بالنيابة إلى أن أقعده المرض في آخر سنة من حياته، وكان يملك مدرسة في مدينة المكلا المعروفة الآن بسكة يعقوب.

## أعماله
تنوعت طرائق التصنيف عنده، فمنها المنظوم والمنثور والجداول «مشجرات» والمنثور منه ما هو شرح، ومنه ما هو حاشية، ومنه ما هو رسائل مستقلة. حيث أبدع في تقريب المادة العلمية من خلال الإجابات النموذجية، فيقدم السؤال مع الإجابة المشبعة. خذ مثلا لبعض هذه المؤلفات: «الجامع الشريف لغالب قواعد علم التصريف»، و«تسهيل المسير إلى علم التفسير»، و«الملح في علم المصطلح»، و«عجالة الطالب وهداية الراغب في علم المنطق».
ومن إبداعات أبي نمي في تقديم المادة العلمية شعرًا منها تقديمه منظومة في أحكام النكاح، تقع في ثلاثمائة بيت سماها «غرة الصباح في أحكام النكاح» ثم شرحها باسم «نشر الأفراح» ثم اختصرها في مئة بيت، وسماها «زهرة الأقاح في أحكام النكاح»، ثم شرح المختصرة باسم «العرف التفاح من رياض زهرة الأقاح في النكاح». ومن إبداعاته أيضا صناعة الجداول على طريقة التشجير، وهي أسلوب نادر في التصنيف لما يتطلبه من جهود مضنية، ومنها أحكام العبادات في ثماني كراسات، وأحكام المعاملات في ثماني كراسات أيضًا فيما تقام تسع كراسات في علم النحو.

## قيل عنه
وصف السيد ابن عبيد الله السقاف صديقه أبو نمي بأنه: «فقيه ذكي بحاثة، وهو أفقه رجال الساحل، وعليه يتخرج من يرشحونه للقضاء».
وقال عنه المؤرخ الشيخ سعيد بن عوض باوزير في كتابه «الفكر والثقافة»: «وكان حرصه على جمع الكتب العلمية واقتناؤها ورغبته الشديدة في القراءة والمطالعة من أهم الأسباب لاتساع معارفه وتمكنه من علوم الفقه واللغة العربية حتى أصبح مرجعا للفتوى والاستشارات القضائية حتى استطاع أن يدرس طائفة من القضاة الذين تعتمد عليهم الحكومة القعيطية اليوم في تولي وظائف القضاء». وقال: «كان السيد محسن شغوفا بالقراءة والمطالعة حتى كاد لا يرى إلا وفي يده كتاب، ولم يعرف عنه أنه فتر عن القراءة أو صدف عن المطالعة أو انصرف عن إلقاء الدروس العامة والخاصة». ويعدد الأستاذ باوزير مناقب شيخه منها أنه كان يزداد همة وتألقًا كلما تقدم به العمر، وكان ينفق بسخاء نادر في شراء الكتب في شتى العلوم والفنون، وأن مكتبة شيخه تعتبر أكبر مكتبة خاصة يملكها عالم في حضرموت.
وقال عنه الشيخ عبد الرحمن بن عبد الله بكير في كتابه «القضاء في حضرموت في ثلث قرن»: «وقد استطاع أستاذ هذه الفرقة وشيخها المرحوم العلامة السيد محسن بن جعفر بونمي العلوي بمقدرته العلمية أن يخرج وأن يدرب للبلاد مجموعة قيمة من القضاة».
ويذكر أنه حينما أتى أحد المستشرقين المتخصصين في الفقه إلى حضرموت، وقد التقى بكثير من علماء حضرموت، قال: «إن أبرز علماء حضرموت، ساحلها وداخلها، العلامة السيد محسن أبو نمي».

## مؤلفاته
خلّف مكتبة كبيرة فيها من نوادر الكتب، وكان ينفق عليها بسخاء، وتعد أكبر مكتبة خاصة في القطر الحضرمي حسب أقوال تلاميذه وعارفيه. ابتدأ التصنيف فيها وعمره سبع عشرة سنة، فيستدرك على من صنف وهو دون العشرين كالسيد أبي بكر بن عبد الرحمن بن شهاب، والسيد محمد بن أحمد الشاطري. وقد بلغت مؤلفاته أكثر من مئة وستين مؤلفا في شتى العلوم الشرعية واللغوية ولم يطبع منها إلا النادر، ونذكر عناوينها هنا:
| - «إبانة المعمّى على نظم السجاعي في أحكام لمّا» - «إتحاف الأمير بما يتعلق بحديث البشير النذير» - «إتحاف الظراف بنية الاغتراف» - «إتحاف النبيه بإيضاح التشبيه» - «الأجوبة المرضية على أسئلة خطبة الألفية» - «الاختصار بالحصر على المقولات العشر» - «اختصار العبارة على منظومة الاستعارة» أو «إهداء البشارة لقراء منظومة الاستعارة» - «إدخال السرور على طالب أحكام الظرف والجار والمجرور» - «الاستطابة بنشر أقوال ساعة الإجابة» - «الإشراق من ضياء الاشتقاق» أو «الإشراق في علم الاشتقاق» - «إضاءة البدرين فيما تكسر فيه (إن) وما تفتح، وجواز الوجهين» - «إعطاء النفس مناها في إعراب (فإذا هو هي إياها)» - «الإعلام بإعراب أسماء الشرط والاستفهام» - «إفادة الصبيان بمعاني منظومة ابن جمعان» - «إفادة النقلة ببعض أحكام البسملة» - «إقامة البرهان في رد اعتراض محمد بن أحمد الصبان» - «إقامة الدليل في صفات الجليل» - «إقرار العين ببعض حقوق الزوجين» - «أقسام لو» - «الأقوال الموجهة في أحكام الصفة المشبهة» - «الإلجام لمن زاغ في فتواه عن نصوص الأئمة الأعلام» - «أنس الإخوان بالتطلع على وفيات الأعيان» - «انشراح البال شرح منظومة لامية الأفعال» - «الإنهاض في رد الاعتراض» - «إيصال النفع إلى طالب أحكام الفرع» - «إيضاح الإغراب في مباحث الإعراب» - «إيضاح المفهوم في أن تصديق القاضي لا يجب به الصوم على العموم» - «إيضاح المقال في حكم نقل زكاة المال» - «بحث في صلاة ركعتين قبل الجمعة» - «بدر الدجنة شرح منظومة العلامة ابن الشحنة» في علم البيان - «بذل المجهود في شرح نظم المقصود» - «البر والإحسان بشرح أبيات ما يغتفر للموافق من الأركان» - «بزوغ الهلال بنقض ما حكم به لابني بلال» أو «رد على اعتراض السيد محسن بن عبد الله السقاف في قضية بلال» - «البشارة بأحكام المجاز والاستعارة» - «بشرى المكروب بغاية المطلوب» - «بغية الرائد في حكم توسيع المساجد» - «بهجة الإخوان شرح هداية الصبيان» - «بهجة الناظر في حكم رفع أفعل التفضيل للظاهر» - «البيان شرح نظم ما يغتفر للموافق من الأركان» - «التبشير بحل منظومة الزمزمي في التفسير» - «التبيين شرح أبيات مهذب الدين» - «تجنب الحيف في الكلام مع المجيب وصاحب السيف في ثبوت رمضان 1345 هـ» - «تحصيل المنافع في بيان السبب والشرط والمانع» - «تراجم مشاهير الشافعية» - «ترويح الجنان بتفسير آخر آية من سورة آل عمران» - «تسهيل الدعاوى في رفع الشكاوى» (مطبوع) - «تسهيل المسير إلى علم التفسير» أو «تيسير المسير إلى علم التفسير» - «التصريف المنظوم لـ (غزوا) المبني للمجهول والمعلوم» - «تنبيه الخلان بثبوت رمضان بالجمعة 1345 هـ» - «تنبيه الوسنان في ما قرئ بالتثليث من حروف القرآن» - «تيسير الأسباب لمطالعة موصل الطلاب إلى قواعد الإعراب» أو «سلوة الأسباب» - «الجامع الشريف في فن التصريف» - «جلب التقريبات في الجمع بين الورقات وتسهيل الطرقات» - «جمع الفوائد في حروف الزوائد» - «الجوهر الفرد في أقسام العقد» - «جواب سؤال في حكم صلاة الإمام المعيد» - «الجوهر الشفاف على ثلاثة أبيات ظراف» - حاشية على «البهجة المرضية على ألفية ابن مالك» - حاشية على «العوائد على جمع الفوائد» - «حسن المنظر في حقيقة اسم المصدر» - «الحل البهي لعبارة الفاكهي عند قوله: «ولو أن ما أسعى لأدنى معيشة»» - «الحلاوة القندية على متن السمرقندية» - «خلاصة الأقوال في حقائق الاستقبال» - «الخلاصة النقية على متن البيقونية» - «الدلالة الجلية في القواعد الفقهية» (منظومة) أو «نفحة الأزهار في قواعد الأخيار» - «دوائر في أصول الفقه» - «دوائر في المبتدأ والخبر» - «دوائر في المعرب والمبني» - «دوائر في المواريث» - «الرد بالوجه الجميل على معترض ابن فضيل وباعقيل» - «الردع بكلا على قاضي المكلا سنة 1329 هـ» - «رد على بابحير» - «رد على بامخرمة في مسألة الطلاق» - «رد على الشيخ أحمد بن عوض المصلي في قضية باصالح وبريوم والذي نزل فيه القاضي المصلي» - «رد على العماري في مسألة بيع مال الغائب عهدة» أو «الوجوه المسفرة للقاري عما وقع في حكم العماري» - «رسالة في حكم ترك القنوت والتشهد» - «رسالة فيما قرئ بالتثليث من القرآن» - «رشف اللما على أبيات السجاعي في (لاسيما)» - «الرياضة حاشية العين الفياضة في مسائل الاستحاضة» - «ريحانة الإخوان في صفات الواحد المنان» - «زهرة الأقاح في أحكام النكاح» - «الزهرة الوضية على الرحبية» | - «سبيل التعلم شرح منبع التفهم لأسباب التيمم» أو «سبيل التفهم في التيمم في شرح أبيات الصور التي يجب فيها القضاء والتي لا يجب» - «سلم الصغير» - «سمير السفر وأنيس الحضر» - «سين جيم في النكاح» - «الشذرات في أوقات الصلوات» - «شرح منظومة الدمنهوري في بحور شعر العرب» - «الشرف والسيادة في إعراب كلمة الشهادة» - «شم الأنوف في معاني الحروف» - «الضوابط الموجهة في أحكام الصفة المشبهة» - «طراز الامتياز في أبيات الألغاز ومنثورها» - «طريف القول وتالده في ما اعترض به بدر الدين ابن مالك على والده في شرح الألفية» - «عجالة الطالب وهداية الراغب إلى علم المنطق» - «عرف الكادي في شرح أبيات العلامة المرادي المعمولة في المسائل التي يُخص بها عطف البيان دون البدل» - «العرف النفاح على زهرة الأقاح» أو «العرف النفاح من رياض زهرة الأقاح في النكاح» - «عقد النظام على عقيدة العوام» - «عقلة العجلان» - «العقود الجوهرية في امتداح العصابة الرباطية وشيخهم ذي النفس الزكية» - «عقيدة الدليل في صفات ربنا الجليل» - «العناية بإظهار القول وإبرازه في شرح الأبيات المعمولة في وجوب استتار الضمير وجوازه» - «العين الفياضة شرح نظم مسائل الاستحاضة» - «غرة الصباح في أحكام النكاح» - «الغصن المورق في شرح السلم المنورق» - «فتاوى» - «فتاوى باشيخ» - «فتح البصير على أبيات العلامة الأمير المعمولة في شرح المذكر السالم» - «فتح السلام على عقيدة العوام» - «فوائد الدراسة في إيضاح ما أبهم على منتقد حكم مرواسة» - «الفوائد في حروف الزوائد» - «فوح العبير بحل منظومة التفسير» - «الفوز والظفر بمعرفة تعدد المبتدأ والخبر» - «القانون الجنائي للسلطة القعيطية» - «القانون الشرعي» - «القدح المعلى من أحكام كلا» - «قطف الثمر في حكم الممر» - «القصد والمنى على أبيات أسباب البنا» - «القلائد لحروف الزوائد» (منظومة) - «قلادة النحر على منظومة المقولات العشر» - «القول المنتخب في إعراب المركب» - «كأس السلاف في أحكام الاستخلاف» (منظومة) - «كؤوس الشراب على مفتاح الإعراب» - «الكوكب الزاهر في مولد النبي الطاهر» - «الكوكب المنير في أحكام الضمير» - «اللؤلؤ المنظوم في إفادة تقدم المسند إليه التخصيص وعموم السلب وسلب العموم» - «المباحث المرضية في مسألة حذف الخبر قبل حال لا يصلح للخبرية» - «مجموعة القضاء الشرعي الجامعة لغالب كل شرط مرعي» (مطبوع) - «مرقاة القصر شرح المقولات العشر» - «المسائل المختارة لمحاكم حضرموت» - «مشكاة الضوء في بيان أقسام لو» - «مصباح الناهض إلى مسائل ملقبات الفرائض» (مطبوع) - «مطلع المريد شرح جوهرة التوحيد» - «مفتاح المقفول على سلم الأصول في علم الأصول» - «مقامة في الفرق بين الحمار الأبيض وركوبه، والحمار الأسود وركوبه» - «الملح في فن المصطلح» - «منبع التفهم لأسباب التيمم» أو «منظومة في صور التيمم التي تجب فيها القضاء والتي لا تجب» - «المنح على الملح» - «المنظومة البيقونية مع زوائدها البهية» - «المنظومة الزهية إلى عصبة الرباطية» - «منظومة في الأشياء المبهمة» - «منظومة في الحساب والجبر» - «منظومة في الدعاوى» - «منظومة في ما تصح الدعوى فيه بالمجهول» - «منظومة ما يغتفر للموافق من الأركان» - «منظومة مختصرة في علوم الحديث» - «منظومة النجاح» - «منظومة يوصي فيها طلاب القضاء ويجيزهم» - «نتائج الأفكار الوقادة في الرد على صاحب سلسبيل الإرشاد والإفادة» - «النزهة البهية في شرح البيقونية» - «نشر الأفراح شرح غرة الصباح في أحكام النكاح» - «نظم أوزان الصفة المشبهة المأخوذة من مضموم العين» - «نظم سؤال وجواب في حكم من أفطر في رمضان وتعذر عليه القضاء» - «نظم شروط الاقتداء» - «نظم مشايخ شيخه العلامة ابن سلم» - «نفح البشام من أحكام اجتماع المأموم مع الإمام» - «النفحة الزكية على نظم البيقونية» - «النقول الراجحة على منظومة لحن الفاتحة» - «نيل الأمنيات من أحكام المبنيات» - «نيل الوصل من أحكام الوصل» - «هداية القاري إلى أحكام الماء الجاري» - «هداية القصاد لما في حكم آل كساد من الانتقاد» - «هداية المتبصر إلى حكم المتحجر للأرض الموات» - «الوشي المحبَّر في الإعراب المقدَّر» - «وصية لتلاميذ القضاء» (منظومة) |

## وفاته
تُوفي بمدينة غيل باوزير وذلك بعد ظهر الأربعاء العشرين من شهر شعبان سنة 1379 هـ الموافق 17 فبراير 1960 م، ودفن صباح الخميس بجوار شيخه محمد بن عمر بن سلم وعلى قبرهما قبة بيضاء.